# Taryn Terrell
Taryn Nicole Terrell (nascida em 28 de dezembro de 1985) e uma profissional wrestler americana, árbitra, atriz e dublê que atualmente está em contrato com a Total Nonstop Action Wrestling (TNA), onde ela é a atual TNA Knockouts Champion. Ela também é conhecida pelo seu tempo com na World Wrestling Entertainment (WWE), onde trabalhou sobre o nome de ringue Tiffany. Durante seu tempo na WWE, ela treinou no território de desenvolvimento Florida Championship Wrestling (FCW), e serviu de general manager da ECW.

## Carreira
Terrell ficou mais conhecida por sua participação no concurso Diva Search de 2007, onde acabou em 4º lugar.  Teve uma breve passagem pela Florida Championship Wrestling, onde lutou duas vezes.
Antes de ser contratada pela WWE, ela participou de um show na Florida Championship Wrestling, em 12 de fevereiro, num Lingerie Contest.
Na edição de 10 de junho de 2008, Terrell foi anunciada por Theodore Long para ser a sua assistente, sobre o ring name de Tiffany. Seu primeiro pay-per-view foi o Cyber Sunday 2008, onde participou de um Halloween Costume Contest, onde estava vestida de freira. A vitória foi para Mickie James.
Em 2009, Tiffany se tornou GM interina da ECW. Mais tarde, se tornou GM oficial da brand.no dia 30 de Setembro de 2009 quebrou seu braço em uma luta na FCW,e por isso não apareceu em um episódio do ECW e William Regal a substituiu somente naquele dia,ela voltou e continua sendo a GM do ECW.
No dia 12 de Março , Tiffany lutou contra Michelle McCool aonde saiu vitoriosa.

### World Wrestling Entertainment (2007-2010)

#### Diva Search (2007)
Terrell experimentadas para 2007 WWE Diva Search. Finalmente, ela chegou à Final 8. Taryn acabou eliminado quarta [4]. No mês de fevereiro de 2008, a WWE assinou um contrato de desenvolvimento e mais tarde ela estreou em seu desenvolvimento facilidade Florida Championship Wrestling (FCW).

#### Florida Championship Wrestling (2007)
Terrell estreou na FCW junto Beverly Mullins (a modelo da Playboy do companheiro), que competiram em diversas partidas juntos, incluindo lingerie encontrados. Logo depois, Terrell e Mullins se afastaram, levando a Terrell receber um maior singles wrestling papel como ela competiu contra várias outras FCW Divas, incluindo Mullins (agora renomeado para Wesley Holiday), Miss Angela, The Bella Twins, Alicia Fox, e Milena Roucka. Terrell também iniciou um gimmick membro do grêmio e alinhou-se com Brad Allen e Nic Nemeth. Terrell fez sua estréia na televisão FCW, quando ela disputou um concurso de twist, que terminou em um concurso não. Desde então, ela e Angela foram os anunciadores do anel para FCW. Mais tarde, Terrell perdeu sua primeira partida FCW televisionado em um jogo de quatro vias fatal incluindo Roucka, Holiday Wesley, e Alicia Fox Fox após dropkicked-la do tensor como Terrell foi tentar uma jogada aérea. Ela então se juntou com Nikki Bella e Eve Torres em 14 de dezembro a edição da FCW para assumir Roucka, Wesley Holiday, e Alicia Fox, que equipa Terrell ganhou após Eve derrotou férias como os restantes Divas lutou do lado de fora. No início da Rainha primeira vez do torneio FCW, Terrell derrotou Wesley Holiday na primeira rodada, antes de perder a Alicia Fox na semifinal. Desde então, Terrell tem aparecido várias outras vezes, como um apresentador e lutador. Ela se uniu a várias vezes Angela Fong, bem como competiu contra Serena Mancini, Lee abril, e Alicia Fox em um desafio Four Pack, para coroar o novo número um contendor para a Rainha da FCW Crown, mas saiu pouco depois de ser expulso do anel. Tiffany lutou contra a recém-coroada Serena Mancini e feriu seu osso úmero, no 24 de setembro de 2009 gravação da FCW.

#### ECW (2008-2010)
No 10 de junho de 2008 episódio da ECW, Terrell fez sua estréia sob o nome de Tiffany como Assistente do Gerente Geral, Theodore Long [6]. Tiffany participou no Concurso de Fantasias de Halloween em 26 de outubro de 2008, para o pay-per-view, Cyber domingo e estava vestida como uma freira. Tiffany fez sua estréia no ringue em um 16 tag team match Diva sobre o episódio 800 da RAW (embora ela nunca foi codificada), que sua equipe chegou até no final de perder.
Na 30 de março, 2009 edição do Raw, Tiffany competiu em um 18 tag team match Diva, que ganhou de sua equipe fixando Katie Lea Burchill com um berço no interior. Em 5 de abril, Tiffany fez sua estréia no WrestleMania em uma batalha campal 25 Diva na WrestleMania XXV para coroar a primeira "Miss WrestleMania". No entanto, Tiffany não conseguiu vencer a partida e, portanto, ser coroada "Miss WrestleMania". Em 7 de abril edição da ECW, Tiffany foi anunciada por Theodore Long como o novo General Manager da ECW devido seu retorno ao SmackDown onde seria gerente geral. Como o novo General Manager, sua primeira ordem foi para anunciar uma perseguição de eliminação para determinar quem iria enfrentar Jack Swagger pelo ECW Championship no Backlash, com os participantes sendo Mark Henry, Tommy Dreamer, Christian e Finlay. Christian derrotou Finlay sobre a estréia do novo show da WWE Superstars e, em seguida, derrotou Swagger pelo título no Backlash. Em 26 de Maio episódio da ECW no Sci Fi, Tiffany anunciou que a partida entre Jack Swagger e Christan para o título da ECW na primeira vez Extreme Rules pay-per-view seria alterada para um hardcore Triple Threat Match para incluir Tommy Dreamer devido à interferência de Swagger em duas oportunidades Dreamer's para o título. No final de junho de 2009, Tiffany foi "promovida" a General Manager interina da ECW. No entanto, Tiffany estava ausente da televisão, devido a um acidente de carro, sendo substituída por William Regal como ECW General Manager. Na realidade, Tiffany havia machucado o braço em uma partida da FCW. Na edição de 6 de outubro ECW, Tiffany voltou para a televisão. No episódio final da ECW de 16 de fevereiro de 2010, Tiffany lanceou Rosa Mendes depois de Mendes e Zack Ryder interferirem no ECW Championship.

#### SmackDown (2010)
Na 05 de marco de 2010 episódio da SmackDown, Tiffany fez sua estréia para a marca em um segmento de backstage, sendo saudado por Rey Mysterio. [12] Em 12 de março de 2010 episódio da SmackDown, Tiffany fez sua estréia no ringue, ganhando uma partida contra o campeão da WWE Women's Michelle McCool via desqualificação depois que Vickie Guerrero interferiu. Após o combate, McCool, Guerrero, e Layla atacaram Tiffany, até que ela foi salva por Beth Phoenix. Na semana seguinte, Tiffany e Phoenix derrotaram Layla e McCool num combate de tag team, e as duas derrotaram Layla e McCool novamente em a 2 de abril episódio da SmackDown.
Foi demitida em 19 de novembro de 2010.

### Total Nonstop Action Wrestling

#### Árbitra oficial das Knockouts e Ohio Valley Wrestling (2012–2013)
Em 16 de agosto de 2012, Terrell fez sua estréia na Total Nonstop Action Wrestling (TNA), sendo apresentada pela Vice Presidente da Divião de Knockouts, Brooke Hogan, como árbitra especial no combate pelo TNA Knockouts Championship entre Madison Rayne e Miss Tessmacher. Terrell mais tarde se tornou a árbitra oficial da divisão das Knockouts.

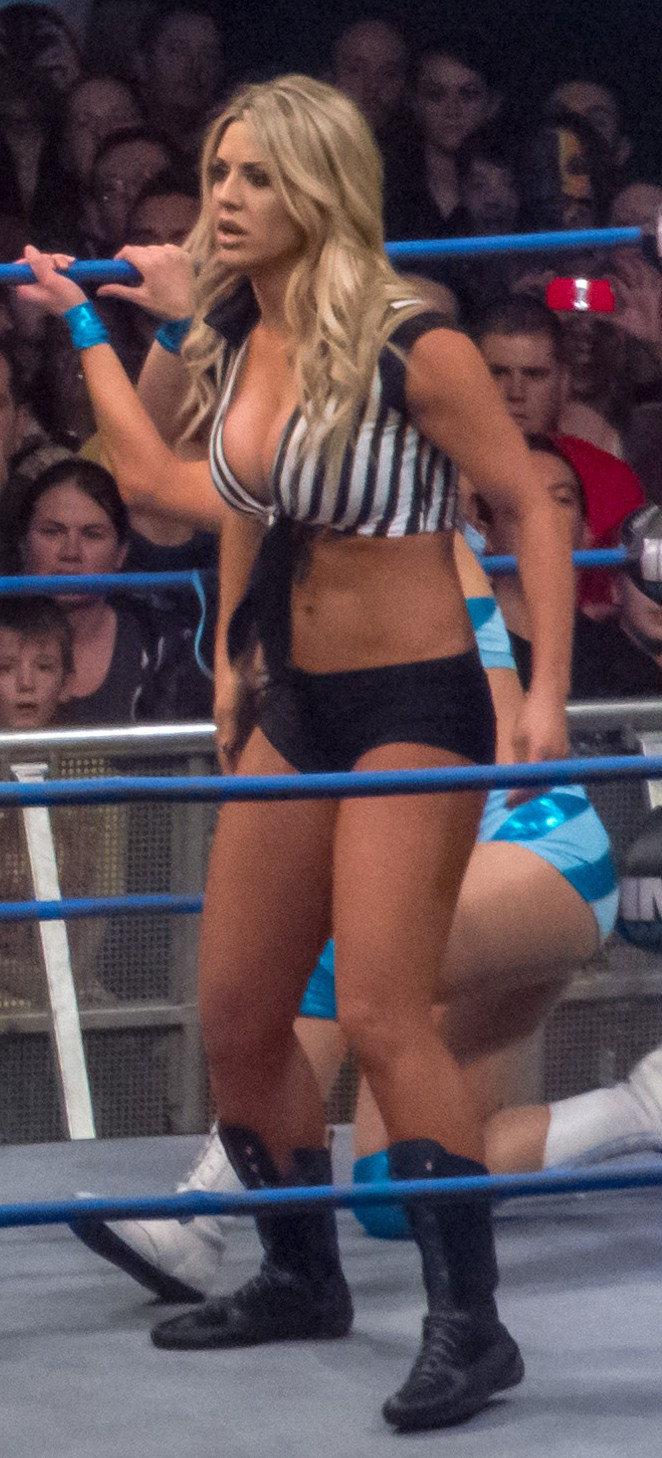
Terrell atuando como árbitra na TNA em Janeiro de 2013.

Em 4 de novembro de 2012, Terrell fez sua estréia no território de desenvolvimento Ohio Valley Wrestling (OVW), sendo apresentada pelo Diretor de Operações / General Manager, Tralier Park Trash como uma arbitra especial convidada em um combate pelo OVW Women's Championship entre Josette Bynum, Taeler Hendrix e Heidi Lovelace. Durante o combate, Terrell entrou em rivalidade com Taeler Hendrix após lhe custar o título, depois de Hendrix por suas mãos em Taryn e Taryn empurrando-a. Em 10 de novembro no episódio 690 da OVW, Terrel foi interrompida por Hendrix durante uma entrevista. Taeler Hendrix então provocou Taryn, apenas para ser atacado por seus problemas. Mais tarde, naquele evento, Terrell arbitrou o combate de tag team entre Lovelace e Jessie Belle contra Hendrix e Epiphany. Terrell fez sua estréia no ringue em 17 de novembro no episódio 691 da OVW, onde venceu Heidi Lovelace pelo OVW Women's Championship com Taeler Hendrix como árbitra especial. Mais tarde naquela noite, ela apareceu em um segment no ringue envolvendo Trailer Park Trash e Josette Bryum. Em 24 de novembro, Taryn apareceu em um segmento nos bastidores com Hendrix. Mais tarde naquela noite, ela derrotou Scarllet Bordeaux em uma partida não-título, mas foi atacada por Hendrix que jogou fezes de animais em cima dela. Em 28 de novembro, Terrell atacou Hendrix durante um segmento no ringue por vingança pela semana passada, mas foi parada por Bostic, onde Terrell entrou em uma briga nos bastidores com Hendrix. A OVW anunciou que Terrell emitiu um desafio para Hendrix valendo o OVW Women's Championship com a estipulação de que o perdedor nadaria em uma piscina de fezes de animais. Em 1 de dezembro, Terrell perdeu o OVW Women's Championship para Taeler Hendrix em uma poop in the pool match. Após a partida, Hendrix tentou atacar Taryn, mas Taryn desviou do caminho de Hendrix fazendo-a cair na piscina.

#### Rivalidade com Gail Kim (2013)
Em 13 de janeiro de 2013, em Genesis, Terrell começou uma história com Gail Kim depois de não perceber o pé de Kim sobre as cordas durante uma woman gauntlet match, custando-a a chance de se tornar a desafiante ao TNA Women's Knockouts Championship de Tara. No episódio seguinte do Impact Wrestling, Terrell apareceu nos bastidores com Kim, que disse para Terrell não cometer outro erro. Mais tarde naquela noite, durante um combate entre Kim e Sky, Kim discutiu com Terrell, custando-a a partida novamente. Em 26 de janeiro, nas gravações do Impact Wrestling em Londres, Inglaterra, que foi ao ar em 21 de fevereiro, Terrell ajudou Sky a derrotar Tara, Miss Tessmacher e Gail Kim em um combate de fatal four-way elimination com Sky eliminando Kim por último para ser a nova TNA Women's Knockuts Champion após Kim provocar Taryn que se envolveu no combate atacando-a. Em 10 de março no Lockdown, no final de um combate pelo TNA Knockouts Championship, Terrell acertou um spear em Kim, custando-a novamente um combate. Após a partida, Terrell foi atracada novamente por Kim nos bastidores durante uma entrevista. No episódio seguinte do Impact Wrestling, Kim revelou que Brooke Hogan impediu Terrell de atacar Kim por liberdade condicional sobre o Lockdown. Em uma tag team match entre Mickie James e Velvet Sky contra Gail Kim e Tara, Terrell mais uma vez atacou Kim.
Em 21 de março, Terrell foi demitida como árbitra das Knockouts por Hogan e contratada como TNA Knockout. No episódio de 28 de março, Terrell chamou Gail Kim para um combate, no entanto, Kim e Tara atacaram Terrell que foi salva pela TNA Women's Knockout Champion Velvet Sky. Em 4 de abril, Terrell e Sky foram derrotadas por Kim e Tara após o árbitro convidado Joey Ryan fazer uma contagem rápida sobre Terrell. Terrell finalmente enfrentou Kim em 11 de abril com ODB como arbtira especial, onde Terrell saiu vitoriosa. Em 2 de maio, Terrell uniu-se com Mickie James para ganhar de Kim e Tara. Após a partida, Kim atacou Terrell e colocou-a em um figure-four leglock ao redor do ringpost. A rivalidade entre Terrell e Kim culminou em uma luta de Last Knockout Standing em 2 de junho no Slammiversary XI, onde Terrell venceu. Em 11 de julho, Terrell foi derrotada por Kim em uma Ladder Match para se tornar a desafiante do Women's Knockout Championship. No mês seguinte, Terrell foi concedida a ficar um tempo fora da TNA devido a sua gravidez na vida real.

#### TNA Knockouts Champion (2014–presente)
Em 10 de maio de 2014, Terrell retornou para as gravações do Knockouts Knockdown 2, onde venceu Karlee Perez, mas foi eliminada da gauntlet match. Em 16 de junho, foi anunciado no site oficial da TNA que Terrell faria seu retorno para a empresa após um ano de ausência. Terrell fez seu retorno oficial em 19 de junho em um show televisionado do Impact Wrestling, sendo parabenizada por sua ex-rival Gail Kim e em seguida interrompida por The Beautiful People (Angelina Love e Velvet Sky). Isso levou ao retorno de Terrell no ringue na semana seguinte em 26 de junho, onde Kim e Terrell derrotaram Love e Sky em uma tag team match. Em 24 de julho, Terrell desafiou sem sucesso Gail Kim pelo Knockouts Championship, com o combate terminando em no contest quando The Beautiful People atacou ambas. Terrell novamente sem sucesso desafiou Kim pelo título em 14 de agosto, quando Kim reteve o título em uma partida envolvendo também Love e Sky. Em 27 de agosto, Terrell derrotou Madison Rayne para se tornar a desafiante ao TNA Knockouts Championship. Terrell recebeu seu combate pelo título em 3 de setembro, onde ela novamente foi derrotada por Kim. Após a partida, ambas form atacadas pela mais nova TNA Knockout, Havok.
Em 19 de setembro, Terrell derrotou a nova Knockouts Champion Havok e Gail Kim em uma three-way match para vencer o título pela primeira vez. O episódio vai ser exibido em 19 de novembro.

## Televisão e Filmes
Terrell fez uma aparição especial no The Showbiz Show with David Spade em 2007. Terrell foi destaque em um segmento no Lopez Tonight em 4 de Agosto de 2010. Ela recebeu seu primeiro papel no cinema em 2012 no filme The Campaign ao lado de Will Ferrell. Ela mais tarde foi contratada como dublê de Kayla Ewell no filme The Demented.

### Filmografia
| Ano         | Filme                      | Papel            | Notas                           |
| ----------- | -------------------------- | ---------------- | ------------------------------- |
| 2012        | The Campaign               | Janette          | Estréia no cinema               |
| 2013        | Aztec Warrior              | Marcella         | Pós produção                    |
| 2013        | Jake's Road                | Sylvia           | Pós produção                    |
| 2013        | Oldboy                     | Garota no Parque | Pós produção                    |
| Television  |                            |                  |                                 |
| Ano         | Título                     | Papel            | Notas                           |
| 2007        | The Showbiz Show           | Ela mesma        | Estréia na televisão            |
| 2007        | K-Ville                    | Irmã             | Primeira temporada, 3° episódio |
| 2010        | Lopez Tonight              | Ela mesma        | 1 Episódio                      |
| 2012        | Treme                      | Cindy            | 6 Episódios                     |
| 2012        | Common Law                 | Menina do Yoga   | Primeira temporada, 9° episódio |
| Stunts      |                            |                  |                                 |
| Ano         | Título                     | Papel            | Notas                           |
| 2012        | The Demented               | Dublê            |                                 |
| 2012        | American Horror House      | Dublê            |                                 |
| 2013        | Now You See Me             | Dublê            | Pós produção                    |
| 2013        | Empire State               | Dublê            | Pós produção                    |
| 2013        | End of the World           | Dublê            | Pós produção                    |
| 2013        | Pawn Shop Chronicles       | Dublê            | Pós produção                    |
| 2013        | This Is the End            | Dublê            | Pós produção                    |
| Video games |                            |                  |                                 |
| Ano         | Título                     | Papel            | Notas                           |
| 2010        | WWE SmackDown vs. Raw 2011 | Tiffany          | Narração                        |
| DVDs        |                            |                  |                                 |
| Ano         | Título                     | Papel            | Notas                           |
| 2007        | Women of Playboy           | Ela mesma        | Modelo                          |

## Vida Pessoal
Terrell é um co-líder de um grupo de missão de voluntariado denominado Casa Hope Children's que fornece amor e tempo para as crianças que foram negligenciadas, abusadas, e descartadas. Terrell é um vegan e disse: "Durante os últimos 3 anos e meio , tenho vindo a trabalhar sobre uma longa jornada para me tornar uma vegana. Minha razão primeira e principal por trás dessa mudança de estilo de vida é o direito moral e ético dos animais. estou falando para aqueles que não podem falar por si. Eu sou uma forte defensora do tratamento humanitário dos animais e estou fazendo o meu carrinho conhecido por não ingerir produtos de origem animal qualquer. That's right! sem carne, sem leite, sem ovos ... a lista continua. Em suma, nada de produtos de origem animal ou subprodutos animais "
Terrell ficou noiva de Drew Galloway, que aparece na tela como wrestler Drew McIntyre, em Julho de 2009 e nos relatórios da sua intenção de casar à tona em janeiro de 2010 emissão de Wrestling Observer Newsletter.
Terrell apareceu em Fevereiro / Março de 2010, de emissão Lingerie Playboy. As fotos foram uma acumulação de photoshoots anterior que ela tinha feito para a revista antes de assinar com a WWE, e mostrar-lhe completamente nua.

## No wrestling
- Movimentos de Finalização
  - Como Taryn Terrell
    - Diving bulldog[41] – 2012
    - Jumping cutter – 2013–presente

  - Como Tiffany
    - Diving crossbody[2]
- Movimentos Secundários
  - Como Taryn Terrell
    - Back elbow[24][25][33][42]
    - Flying clothesline[42][43]
    - Flying crossbody press[24][33][42][43]
    - Monkey flip[2][41][42][43]
    - Multiplas variações de pin
      - Backslide[24][33][42]
      - Roll-up[24][25][42][43]
      - Schoolgirl[24][25]

    - Rear naked choke
    - Running corkscrew neckbreaker[33][41][42][43]
    - Spear[20][25]
    - Snap vertical suplex[24][42][43]

  - Como Tiffany
    - Dropkick, as vezes com o oponente sentado[2][44][45][46]
    - Drop toe hold[45][47]
    - Inverted atomic drop[46][47]
    - Monkey flip[2][45][47][48]
    - Mounted punches[47][49]
    - Northern Lights suplex[2]
- Wrestlers de quem foi manager
  - Brad Allen[2][50]
  - Nic Nemeth[2][50]
  - Kelly Kelly[2][51][52]
- Managers
  - Kelly Kelly[2][53][54]
- Alcunhas
  - Skirt[54]
  - The Hot Mess[55]
- Temas de entrada
  - FCW
    - "Chemical Mind" por WWE produções de temas (30 de julho de 2006 – 26 de outubro de 2008)[56]

  - WWE
    - "A Girl Like That" por Eleventh Hour[2][57] (7 de abril de 2009 – 16 de fevereiro de 2010)
    - "Insatiable" por Patsy Grime e Jim Johnston[2][58] (5 de março de 2010 – 19 de novembro de 2010)

  - TNA
    - "Hot Mess (Instrumental)" por Dale Oliver[59] (16 de augusto de 2012 – 15 de março de 2013)
    - "Hot Mess" (Com letra) por Dale Oliver[60] (22 de março de 2013 – 15 de abril de 2013)
    - "Hot Mess" (Remix) por Christy Hemme e Dale Oliver[61] (25 de abril de 2013 – presente)

## Campeonatos e Realizações
- Ohio Valley Wrestling
  - OVW Women's Championship (1 vez)[12][13]
- Pro Wrestling Illustrated
  - PWI classificou-a como #17 das 50 melhores wrestlers femnininas no PWI Female 50 em 2013.
- Total Nonstop Action Wrestling
  - TNA Knockouts Championship (Lista de campeãs das Knockouts da Impact Wrestling1 vez]])